# Aphonus castaneus
Aphonus castaneus är en skalbaggsart som beskrevs av Melsheimer 1845. Aphonus castaneus ingår i släktet Aphonus och familjen Dynastidae. Inga underarter finns listade i Catalogue of Life.